# Conus felitae
Espèce
Statut de conservation UICN

 VU D2 : Vulnérable
Conus felitae est une espèce de mollusques gastéropodes marins de la famille des Conidae.
Comme toutes les espèces du genre Conus, ces escargots sont prédateurs et venimeux. Ils sont capables de « piquer » les humains et doivent donc être manipulés avec précaution, voire pas du tout.

## Description
La taille de la coquille varie entre 11 mm et 24 mm.

## Distribution
Cette espèce est présente dans l'océan Atlantique au large de Île de Sal, Cap-Vert. 

### Niveau de risque d’extinction de l’espèce
Selon l'analyse de l'UICN réalisée en 2011 pour la définition du niveau de risque d'extinction, cette espèce occupe une aire de répartition très restreinte, probablement moins de 4 km2 au large de la côte de Sal dans le groupe d'îles du Cap-Vert et a actuellement des populations stables qui ne souffrent d'aucun déclin. En tant que telle, son statut actuel est Vulnérable D2. Cependant, il y a un plan actuel pour développer l'extrémité nord de la baie, et en tant que tel, une fois que les travaux commencent, l'évaluation de la conservation de l'espèce changerait à CR B1ab(iii,v)+2ab(iii,v), à moins que des plans soient mis en place pour atténuer les impacts du développement sur l'espèce.Le niveau de prélèvement pour les collectionneurs spécialisés sont peu susceptibles d'avoir un impact sur l'espèce, et fournit une méthode de suivi de l'état des populations.

## Taxinomie

### Première description
L'espèce Conus felitae a été décrite pour la première fois en 1990 par le malacologiste espagnol Emilio Rolán Mosquera (d) (1935-) dans la publication intitulée « Iberus »,.

### Synonymes
- Africonus felitae (Rolán, 1990) · appellation alternative
- Conus (Lautoconus) felitae Rolán, 1990 · non accepté

## Identifiants taxonomiques
Chaque taxon catalogué par les bases de données biologiques et taxonomiques possède un identifiant qui permet d'établir un point de référence. Les identifiants de Conus felitae dans les principales bases sont les suivants :
CoL : XXDP - GBIF : 5728380 - iNaturalist : 150335 - IRMNG : 10836552 - TAXREF : 153718 - UICN : 192438 - WoRMS : 224868